# Iqbal Zafar Jhagra
Iqbal Zafar Jhagra (en ourdou : اقبال ظفر جھگڑا), né le 17 mai 1947, est un homme politique pakistanais. Originaire de la province de Khyber Pakhtunkhwa, il a été deux fois brièvement sénateur avant d'être nommé le 4 mars 2016 gouverneur de sa province natale. Il est aussi le secrétaire général de son parti, la Ligue musulmane du Pakistan (N) et est un ancien et fidèle membre de celui-ci

## Jeunesse et éducation
Iqbal Zafar Jhagra est né le 17 mai 1947 à Jhagra, village situé dans le district de Peshawar, donc à proximité de la capitale provinciale de Khyber Pakhtunkhwa. D'origine pachtoune, son père était engagé dans le Mouvement pour le Pakistan et son cousin est également actif en politique. En 1969, il sort diplômé en ingénierie civile de l'Université de Peshawar. Il travaille ensuite dans le département d'irrigation au Pakistan puis trouve un emploi en Arabie saoudite en 1977.

## Carrière politique
En 1984, Iqbal Zafar Jhagra commence sa carrière en rejoignant la Ligue musulmane du Pakistan. Il devient président du parti pour la province de Khyber Pakhtunkhwa et se rapproche de Nawaz Sharif et sa scission, la Ligue musulmane du Pakistan (N). En 1997 il est élu sénateur mais perd son poste deux années plus tard lors du coup d’État du 12 octobre 1999 mené par le chef de l'armée pakistanaise Pervez Musharraf.
Zafar Jhagra devient un opposant actif au nouveau régime militaire, soutenant Nawaz Sharif qui a du partir en exil en 2000. Il devient secrétaire-général de l'alliance pour la restauration de la démocratie qui vise à rapprocher la ligue et le Parti du peuple pakistanais. Il critique notamment la Ligue musulmane du Pakistan (Q) créée pour soutenir Musharraf, n'y voyant « qu'un groupe d'opportunistes créé par l’establishment ». En 2008, il est de nouveau élu sénateur lors d'une élection partielle. En 2012, il est élu secrétaire-général de son parti. Lors des élections législatives de 2013, il se présente dans la troisième circonscription de Peshawar mais n'arrive qu'en troisième position avec 13 % des voix environ.
En mars 2015, il est élu sénateur pour un mandat de six ans. Le 4 mars 2016, il est nommé gouverneur de Khyber Pakhtunkhwa sur décision du Premier ministre Nawaz Sharif, en remplacement de Mehtab Ahmed Khan Abbasi qui aurait développé des divergences avec le parti. Il est principalement choisi pour sa loyauté envers le parti, notamment avec le soutien de Maryam Nawaz Sharif et alors que l'armée pakistanaise aurait fait pression en faveur d'un ancien militaire pour ce poste. 
Durant ses fonctions, Zafar Jhagra doit faire face aux opérations militaires dans les régions tribales, notamment l'opération Zarb-e-Azb, ainsi qu'à l’afflux de déplacés. Il quitte son poste le 18 août 2018 alors que son parti a perdu les élections législatives et que le nouveau pouvoir choisi Shah Farman pour le remplacer. 